# スタンリー・R・ジャッフェ
スタンリー・リチャード・ジャッフェ（Stanley Richard Jaffe 1940年7月31日 - 2025年3月10日）は、アメリカの映画プロデューサー。

## 人物
ニューヨーク州ニューロシェル生まれ。父親レオ・ジャッフェ（Leo Jaffe）も映画プロデューサー。ペンシルベニア大学ウォートン・スクール卒業。
1962年、セヴン・アーツ・プロダクションズに入社。1967年、セヴン・アーツがワーナー・ブラザースに吸収合併されるとCBS、次いでパラマウント映画に移る。1982年、シェリー・ランシング（Sherry Lansing）と共にジャッフェ＝ランシング・プロを設立。
2025年3月10日、ランチョ・ミラージュの自宅で死去。84歳没。

## プロデュース作品
- さよならコロンバス Goodbye,Columbus (1969)
- 夕陽の群盗 Bad Company (1972)
- がんばれ!ベアーズ The Bad News Bears (1976)
- クレイマー、クレイマー Kramer vs. Kramer (1979)
- タップス Taps (1981)
- 天使の失踪 Without a Trace (1983) 兼・監督
- 家族の絆 Firstborn (1984) 製作総指揮
- 危険な情事 Fatal Attraction (1987)
- 告発の行方 The Accused (1988)
- ブラック・レイン Black Rain (1989)
- 青春の輝き School Ties (1992)
- マドレーヌ Madeline (1998) 製作総指揮
- 永遠のアフリカ I Dreamed of Africa (2000)
- サハラに舞う羽根 The Four Feathers (2002)

## 引用
- Stanley R.Jaffe Biography - Yahoo! Movies